# 1ª Klasse 2002 (hockey su pista)
La 1ª Klasse 2002 è stata la 54ª edizione del omonimo torneo riservato alle squadre di hockey su pista dei Paesi Bassi e del Belgio. Il titolo è stato conquistato dal Marathon per la quinta volta nella sua storia.

## Squadre partecipanti
| Club         | Stagione | Città              | Impianto | Stagione precedente                            |
| ------------ | -------- | ------------------ | -------- | ---------------------------------------------- |
| Kerkdriel    |          | Kerkdriel          |          | 3º in 1ª Klasse 2001                           |
| Lichtstad    | dettagli | Eindhoven          |          | 1º in 1ª Klasse 2001, campione dei Paesi Bassi |
| Marathon     | dettagli | L'Aia              |          |                                                |
| Modern       |          | Anversa (Belgio)   |          | 4º in 1ª Klasse 2001                           |
| RC Den Haag  |          | L'Aia              |          | 6º in 1ª Klasse 2001                           |
| Rolta        | dettagli | Lovanio (Belgio)   |          | 5º in 1ª Klasse 2001                           |
| Royal Sunday | dettagli | Bruxelles (Belgio) |          | 7º in 1ª Klasse 2001                           |

## Classifica finale
|                        | Pos. | Squadra      | Pt | G | V | N | P | GF | GS | DR |
| ---------------------- | ---- | ------------ | -- | - | - | - | - | -- | -- | -- |
| Paesi Bassi (bandiera) | 1.   | Marathon     | ?  |   |   |   |   |    |    |    |
|                        | 2.   | Lichtstad    | ?  |   |   |   |   |    |    |    |
|                        | 3.   | Kerkdriel    | ?  |   |   |   |   |    |    |    |
|                        | 4.   | Modern       | ?  |   |   |   |   |    |    |    |
|                        | 5.   | Rolta        | ?  |   |   |   |   |    |    |    |
|                        | 6.   | RC Den Haag  | ?  |   |   |   |   |    |    |    |
|                        | 7.   | Royal Sunday | ?  |   |   |   |   |    |    |    |

Legenda:
      Campione dei Paesi Bassi.
Note:
Tre punti a vittoria, uno a pareggio, zero a sconfitta.

## Verdetti
| Verdetto                      | Club                 |
| ----------------------------- | -------------------- |
| Campione dei Paesi Bassi 2002 | Marathon (5º titolo) |